# Josef Andergassen
Josef Andergassen (* 4. August 1861 in Schwaz, Kaisertum Österreich; † 3. August 1929 in Innsbruck, Republik Österreich) war ein österr.-ungar. Kunsttischler, Altarbauer und Bildhauer.

Josef Andergassen im Alter von 20 Jahren

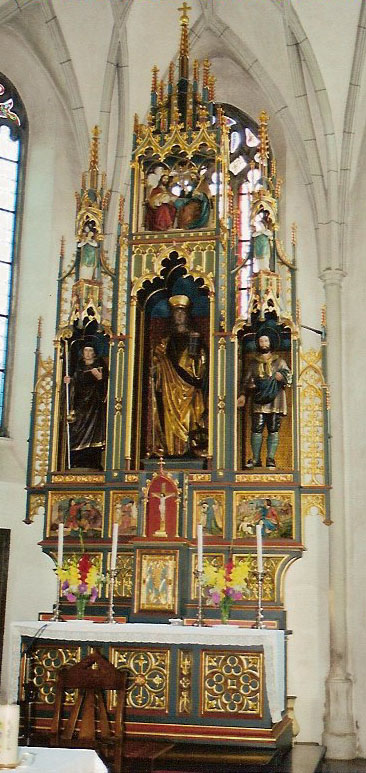
Hochaltar der Pfarrkirche St. Pantaleon in Niederösterreich

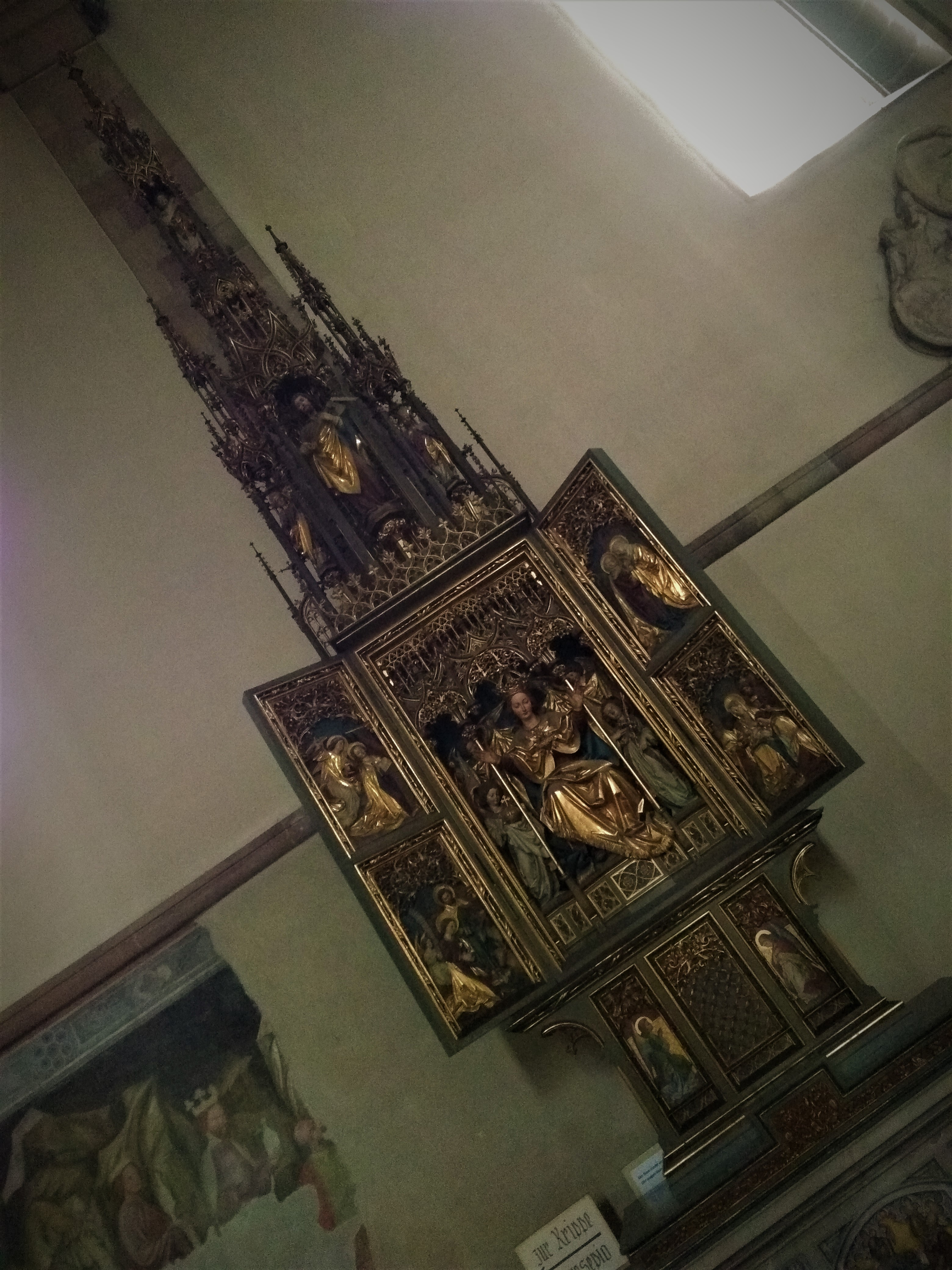
Herz-Mariä-Altar im Bozner Dom

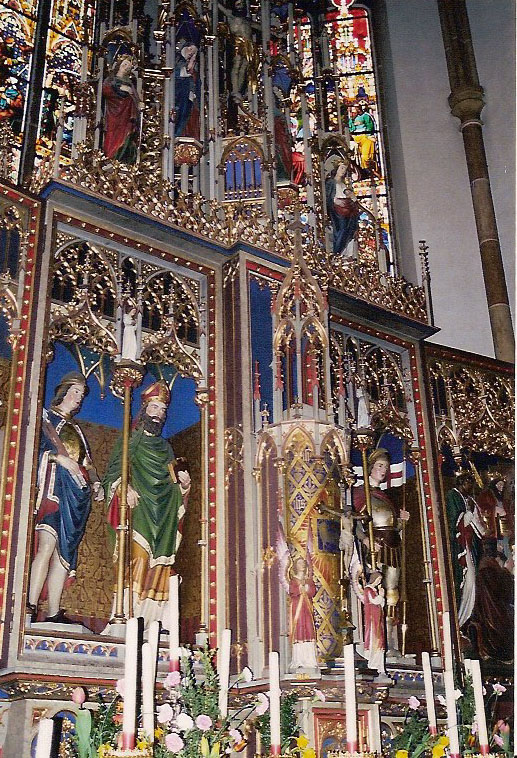
Hochaltar der Pfarrkirche St. Nikolaus in Innsbruck (Detail)

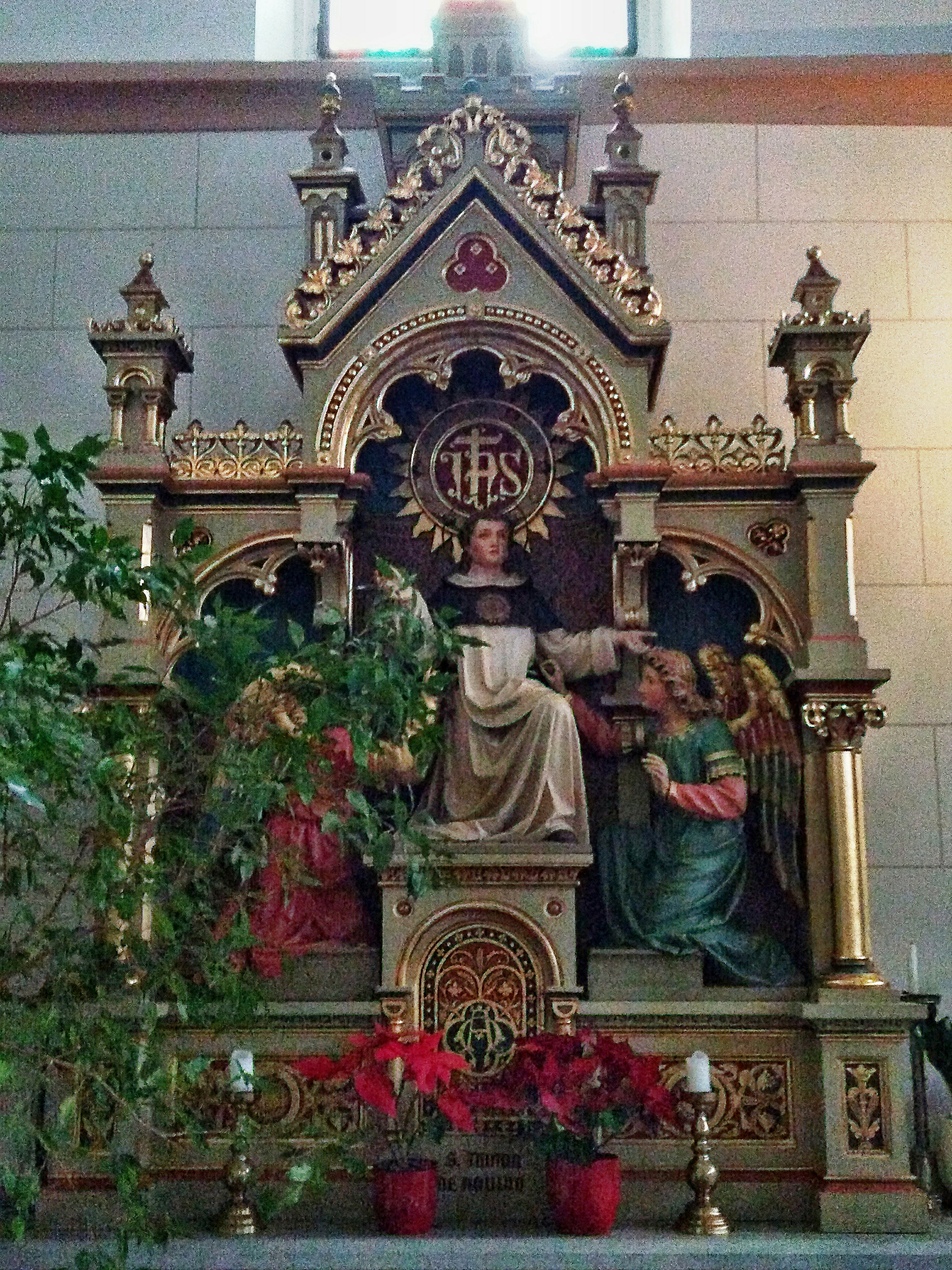
Seitenaltar in der Kirche zum hl. Josef in St. Michael in Eppan – St. Michele Appiano

Altar der Pfarrkirche Siebenlinden in Niederösterreich

## Herkunft und Familie
Josef Andergassens Vater war Franz Alexander Andergassen, der Gräflich Enzenbergischer Haustischlermeister in Schloss Tratzberg war. Franz Alexander war Mitglied der Salva Guardia zu Schwaz und stammte von der Marcus-Linie der Kalterer Andergassen-Familien ab, wo er 1829 auch geboren wurde. Gemeinsam mit seiner Frau Anna, geb. Rothmüller, einer Magd, hatte er elf Nachkommen. Diese Familie war höchstwahrscheinlich die erste Andergassen-Familie aus dem heutigen Südtirol, die sich im Laufe des 19. Jahrhunderts dauerhaft in Nordtirol niederließ.
Josef Andergassens erste Frau war Katharina, geb. Sailer aus Seefeld. Sie verstarb 1907. Seine zweite Ehefrau war Margarethe, geb. Wurnitsch aus Rauris (Salzburg). Sie ist 1936 verstorben. Sie hatten fünf Nachkommen: Albert Josef (1890–1978), Maria Anna Katharina (1891–1971), Josef (1893–1960), Aloisia (1874–1915) aus erster Ehe, Anton Johann (1910–1972) aus zweiter Ehe. Andergassen lebte in Schwaz, Hall, Kufstein und Innsbruck.

## Leben und Werk
Andergassen war ein bekannter Kunsthandwerker in Sinne der Neugotik und des Historismus in Nordtirol. Er erlernte das Kunstgewerbe bei den Tischlern Kirchmair und Lasen in Schwaz, Wirth in Eppan und Jaitner in Girlan. 
 Er eröffnete zusammen mit dem Bildhauer Anton Dichtl um 1880 im heutigen Bachlechnerhaus (Hall 133) eine Werkstätte für Altarbau. Dort war Josef bis zum Zeitpunkt seiner Eheschließung im Jahre 1889 auch ansässig.
Durch die Förderung des Altphilologen und Direktors der Tiroler Glasmalerei- und Mosaikanstalt Dr. Albert Jele (1844–1900) wurde es Andergassen ab dem Zeitpunkt der Eheschließung möglich, sein Gewerbe selbständig zu etablieren. Er eröffnete in Hall-Kugelanger ein Atelier für kirchl. Kunst-Altarbau (Gewerbeschein aus dem Jahre 1887).
Die Hauptwerke schuf Andergassen in Zusammenarbeit mit Dichtl und dessen damaligen jungen Gehilfen Josef Bachlechner d. Ä.
Dichtl (1852–1935) stammte aus Virgen in Osttirol und absolvierte eine Ausbildung beim Altarbauer Raffeiner in Schwaz. Einige Monate war er Hospitant an der Münchner Kunstakademie, später lernte er beim Bildhauer Josef Waßler in Meran. Bachlechner stammte aus Bruneck und stieß auf Gesellenwanderschaft nach Hall, er besuchte zuvor die k.k. Fachschule für Holzindustrie in Bozen, später studierte er auf Vermittlung von Franz von Defregger Bildhauerei an der Münchner Kunstakademie.
Hall war gegen Ende des 19. Jahrhunderts eine Künstlerkolonie. Nicht nur die Kunstanstalt Vogl, aufgrund derer viele Künstler nach Hall zogen, sondern auch eine große Anzahl anderer Künstler, brachten einen enormen Impuls für die Kunststadt. Sie alle schufen ein kunstfreundliches Mikroklima in der Salzstadt, das lange herrschte und vielleicht dazu beigetragen hat, dass aus Hall im 20. Jahrhundert eine ganze Reihe bekannter Künstler hervorgingen.
Nach 1883 arbeitete der Bildhauer Franz Egg aus Nasserreith für einige Zeit in der Altarbauerfirma Dichtl u. Andergassen.
Ein weiterer Kompagnon des Altarbauers war der Schwager Eduard Sailer, der Vergolder und Fassmaler in Innsbruck-Wilten war und bei dem Andergassens erster Sohn Josef jun. eine Lehre absolvierte.

Es kamen mehrere Arbeitsaufträge in Verbindung mit der Tiroler Glasmalereianstalt zustande. Besonders der Verwandte Architekt Josef Schmid (1842–1914) der auch für die Glasmalerei und Mosaik-Anstalt tätig war, schuf viele Entwürfe für Altäre. Er war der bedeutendste Altarzeichner des Historismus in Tirol, hat an der Kunstakademie München und in Köln studiert und dann bei einem Bildhauer mitgearbeitet, bevor er für die Glasmalerei und Mosaik-Anstalt tätig wurde.
Als Auszeichnung für den gemeinsam mit anderen Kunsthandwerkern gefertigten historistischen Herz-Mariä-Altar erhielt Andergassen im Rahmen der 1. Tiroler Landesausstellung 1893 die bronzene Staatsmedaille. Dieser Altar, und der 1898 auch von Andergassen & Co. gefertigte Herz-Jesu-Altar befinden sich im Langhaus des Bozner Doms.
Der Bruder Anton Dichtls absolvierte eine Kunsttischlerlehre bei Josef Andergassen und eröffnete in der Folge ein Geschäft für Kunsttischler- und Bildhauerarbeiten in Virgen in Osttirol, das bis zum Jahre 1933 bestand. 1895 erfüllte sich Anton Dichtl einen langersehnten Wunsch und trat als Laienbruder Josef bei den Zisterziensern im Chorherrenstift Stams ein. Er fand bis zu seinem Tod im Jahre 1935 ein großes Aufgabengebiet vor und renovierte Altäre und Tabernakel im Stift und im gesamten Tiroler Oberland. Er hatte großen Anteil am Bau und an der Sammlung des Stiftmuseums.
Bachlechner übernahm ab 1895 das Atelier und Quartier seines Meisters in Hall. Dieses Gebäude, Krippgasse 3, ehemals Hall 133, (Bachlechnerhaus) kaufte Josef Bachlechner im Jahre 1900. Der bekannte Bildhauer und letzte Neugotiker in Tirol arbeitete dort in der Werkstätte bis zu seinem Tod im Jahre 1923.
Aufgrund einer Änderung in der Gewerbeordnung war es Josef Andergassen nicht mehr möglich, selbständig zu arbeiten, und er musste seine Werkstätte am Kugelanger aufgeben. Um das Jahr 1903 zog er nach Innsbruck und arbeitete für die Altarbaufirma Josef Linser und Söhne in Innsbruck-Wilten (Friedhofsallee). Er wurde dann in Elbing/Elbląg im damaligen Westpreußen und heutigen Polen, bei G. & J. Müller, Bau- und Kunsttischlerei mit Dampfbetrieb, „Hoflieferanten Seiner Majestät des Kaisers und König“ tätig. Nach dem Tod seiner ersten Frau Katharina im Jahre 1907 zog er nach Kufstein und arbeitete als Ornamentiker, Zeichner und Holzschnitzer in der kunstgewerblichen Werkstätte von Josef Kerschbauer. Dort heiratete er 1909 seine zweite Frau Margarethe und ein dritter Sohn wurde geboren. 
Zurück in Innsbruck arbeitete er im Baubüro des Grand Hotel Europa.
In der Folge trat er eine Anstellung bei der Kunstanstalt Vogl in Hall am Stadtgraben an, wo er als Bildhauerei-Werkführer angestellt war. Von 1921 bis 1924 lebte Andergassen wieder in Hall am Oberen Stadtplatz 2 im Rosenhaus.
Die Kunstanstalt Vogl wurde 1888 von Adolf Vogl (1850–1924) nach dem Vorbild Grödner Schnitzwerkstätten gegründet, sie war auf die künstlerische Ausstattung von Kirchen spezialisiert. Die Kunstanstalt war sehr erfolgreich und beschäftigte bis zu 20 Bildschnitzer. Oft lieferte der am Haller Gymnasium tätige Pater Johann Maria Reiter im Stil der Nazarener die Entwürfe für die Kirchenausstattungen. Eine Reihe von ladinischen Künstlern zogen nach Hall und arbeiteten in der Kunstanstalt: Paul Costa (1863–1919), sein Sohn Bruno Costa wurde auch Bildhauer, Andreas Crepaz (1877–1963), Johann Colliselli (1880–1961), Peter Pizzini (1873–1964). Vogl verstarb 1924, die Kunstanstalt bestand bis zum Jahre 1933, aufgrund der Wirtschaftskrise musste sie Konkurs anmelden.

Weitere Bildhauer der Haller Künstlerkolonie waren Peter Sellemond, der Bildhauer Anton Harb und später der Bildschnitzer Franz Viertl (1910–1966).
Seit 1924 wohnte Josef Andergassens in einem mittelalterlich-anmutenden ehemaligen Plattnerhaus in Innsbruck-Mühlau. Bis zu seinem Lebensende war er in der Kunstanstalt Vogl tätig. Die letzte schriftl. Bescheinigung über eine seiner Arbeiten wurde in Raron, Kanton Wallis (Schweiz) 1924 ausgestellt. 
Sein bekanntestes Werk in Nordtirol ist der Hochaltar in der Pfarrkirche St. Nikolaus in Innsbruck, den er nach dem Entwurf von Friedrich von Schmidt im Jahre 1891 anfertigte. Die Pfarrkirche St. Nikolaus ist der wichtigste Bau der Neugotik in Tirol.

Josef Andergassen war seit 1891 Ehrenmitglied des katholischen Gesellenvereins Hall und Inhaber der Ehrenmedaille des k.u.k. Handelsministeriums in Wien.

## Altäre und Ausstattungen
- Altäre in der Kirche zum hl. Josef in St. Michael in Eppan, Südtirol, 1886
- Altar in der Residenzkapelle des Bischofs in Brünn/Brno, Tschechische Republik, 1888
- Josefi- und Sebastianaltar in der Stiftskirche Zwettl, Niederösterreich, 1891
- Altar in der Pfarrkirche St. Pantaleon-Erla, Niederösterreich, 1893
- Altar in der Pfarrkirche St. Lorenz in Friedersbach, Niederösterreich, 1894
- Altar in der Pfarrkirche Hl. Sebastian in Warth, Vorarlberg, 1895
- Altar in der Pfarrkirche hl. Jakobus der Ältere in Siebenlinden, Niederösterreich, 1897
- Altar in der Pfarrkirche in Kauns, Tirol, um 1900
- Altar in der Spitalkapelle des Psychiatrischen Krankenhaus in Hall, Tirol, um 1890
- Hochaltar in der Pfarrkirche St. Nikolaus in Innsbruck, Tirol, 1891
- Mensa und Tabernakel im Kapuziner Kloster in Meran, Südtirol, 1893
- Entwurfsplan für das ausgeführte Kommuniongitter in der Innsbrucker Hofkirche, Tirol, 1903[20]
- Chorstühle für das Collegium Germanicum in Rom, Italien
- Chorstühle für die Burgkirche in Raron, Kanton Wallis, Schweiz, 1924
- Seitenaltäre der Pfarrkirche Häselgehr, Tirol, um 1885
- Herz-Mariä- (1893) und Herz-Jesu-Altar (1898) in der Bozner Marienpfarrkirche, Bozen, Südtirol
- weitere Arbeiten in Tirol und Südtirol, in Görz/Gorizia, Italien und in Saaz/Zatec, Tschechische Republik